# Jan (Wiendłand)

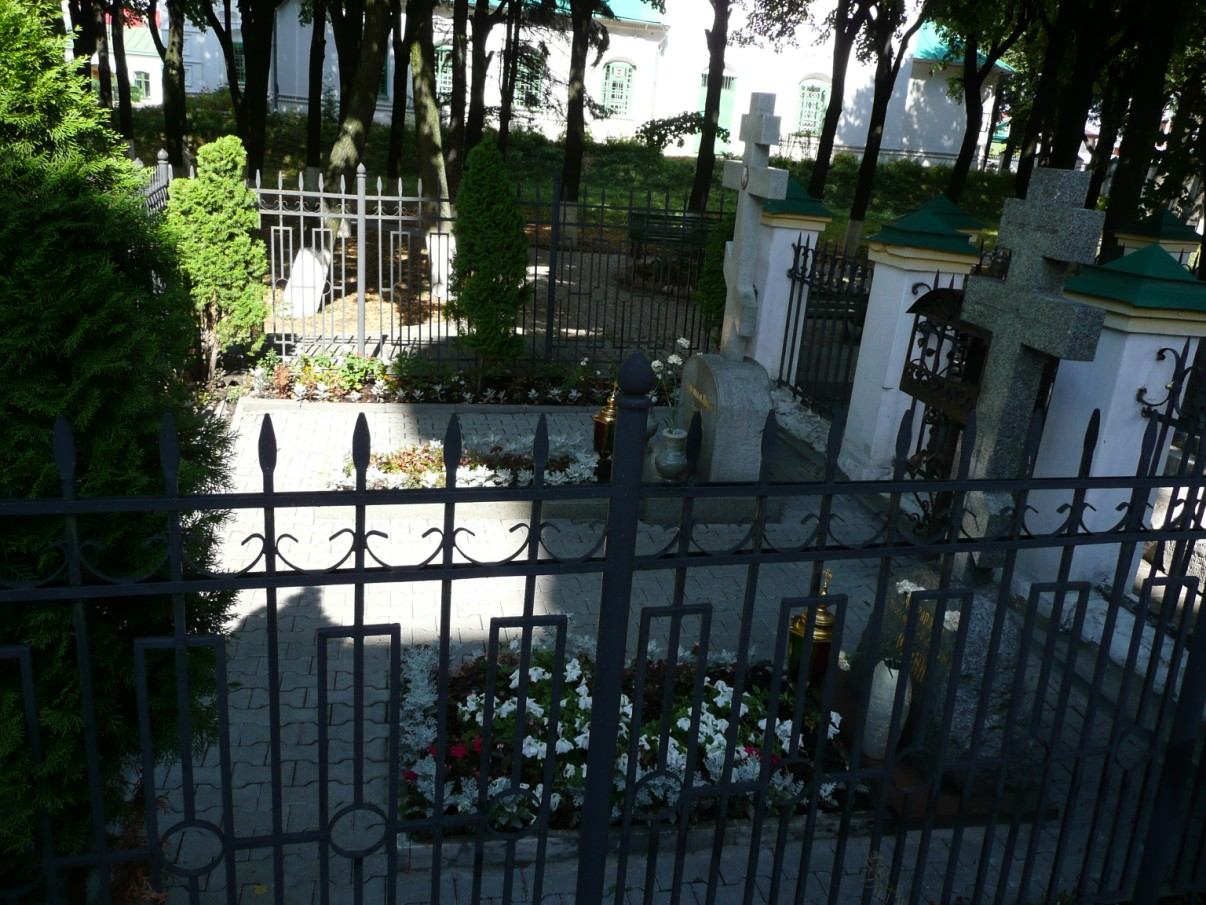
Groby biskupów jarosławskich – Jana i Micheasza – przy cerkwi Fiodorowskiej Ikony Matki Bożej w Jarosławiu

Jan, nazwisko świeckie Konstantin Nikołajewicz Wiendłand (ur. 1 stycznia?/14 stycznia 1909 w Petersburgu, zm. 12 marca?/25 marca 1985 w Jarosławiu) – rosyjski biskup prawosławny.

## Życiorys
Pochodził z inteligenckiej rodziny z Petersburga. W 1930 ukończył studia na kierunku geologia w Instytucie Górnictwa w Leningradzie. Brał udział w badaniach geologicznych w Azji Środkowej i na Uralu, jak również był wykładowcą petrografii ze stopniem kandydata nak geologiczno-mineralogicznych.
Od lat 20. był związany z prawosławnym bractwem działającym  w Leningradzie z błogosławieństwa metropolity piotrogrodzkiego i gdowskiego Beniamina (rozstrzelanego w 1922) i kierowaną przez archimandrytę Guriasza (Jegorowa). W czasie nielegalnych nabożeństw pełnił obowiązki psalmisty i lektora. Z bractwem związani byli także inni późniejsi biskupi prawosławni: Leonid (Polakow) i Micheasz (Charcharow). Większość członków bractwa zginęła w latach stalinowskiego terroru. Archimandryta Guriasz, który za swoją działalność religijną był więziony w łagrach w latach 1927–1933, zdołał odnowić działalność bractwa, w pełni zakonspirowanego, w Taszkencie. Konstantin Wiendłand, pracując w Azji Środkowej, na nowo nawiązał kontakt ze wspólnotą.
2 września 1934 złożył w tajemnicy wieczyste śluby mnisze przed archimandrytą Guriaszem. 14 września 1936 został wyświęcony na hierodiakona przez biskupa staro-ruskiego Innocentego. Dzień później ten sam hierarcha udzielił mu święceń kapłańskich. Sakrament kapłaństwa również przyjął w tajemnicy – do końca 1944 nadal zajmował się pracą naukową. Dopiero w 1945 zaczął służyć w soborze Zaśnięcia Matki Bożej w Taszkencie.
W 1946 wzmiankowany jako sekretarz Guriasza (Jegorowa), który był już wówczas arcybiskupem taszkenckim i Azji Środkowej. W 1950 hieromnich Jan otrzymał godność archimandryty i od 1953 służył jako proboszcz parafii przy soborze Zesłania Ducha Świętego w Saratowie. W 1956 w trybie zaocznym ukończył wyższe studia teologiczne w Leningradzkiej Akademii Duchownej. W roku akademickim 1957/1958 kierował jako rektor seminarium duchownym w Kijowie. Następnie został przedstawicielem Patriarchatu Moskiewskiego przy Patriarchacie Antiochii.
28 grudnia 1958 został wyświęcony na biskupa podolskiego, wikariusza eparchii moskiewskiej. W obrzędzie wzięli udział jako konsekratorzy patriarcha moskiewski i całej Rusi Aleksy, metropolita kruticki i kołomieński Mikołaj, arcybiskupi możajski Makary, dniepropetrowski i zaporoski Guriasz, biskupi łuski Aleksy i dmitrowski Pimen. W 1960 został mianowany egzarchą Europy Środkowej, biskupem środkowoeuropejskim. Od tego samego roku pracował w komisji ds. kontaktów z innymi wyznaniami chrześcijańskimi, koordynującej zaangażowanie Patriarchatu Moskiewskiego w dialog ekumeniczny. Rok później otrzymał godność arcybiskupią, zaś w 1962 objął urząd arcybiskupa Aleutów i Ameryki Północnej, egzarchy patriarchy moskiewskiego i całej Rusi dla Ameryki Północnej i Południowej. Po roku jego tytuł uległ zmianie na arcybiskup nowojorski i aleucki, w 1963 otrzymał także godność metropolity. W 1967 został metropolitą jarosławskim i rostowskim. Od 1969 zasiadał w Komisji Świętego Synodu ds. jedności chrześcijan.
Z urzędu odszedł na własną prośbę w 1984, rok później zmarł.